# Carbonilla luteicosta
Carbonilla luteicosta là một loài ruồi trong họ Tachinidae.